# L'ufficio delle cose perdute
L'ufficio delle cose perdute è un album del cantautore italiano Gino Paoli, pubblicato nel 1988 dalla Ricordi.

## Descrizione
I brani sono stati composti dallo stesso artista con Paola Penzo, ad eccezione di Parigi con le gambe aperte di Gianfranco Manfredi-Ricky Gianco-Gino Paoli e di Hey Ma che vede la collaborazione di Zucchero Fornaciari, autore della musica.

## Tracce
1. L'ufficio delle cose perdute
2. Questione di sopravvivenza
3. Uomini piccoli
4. Hey ma
5. Io vado con l'anima
6. Coppi
7. Parigi con le gambe aperte (feat. Ricky Gianco)
8. Le mie ali di ieri
9. Il fantasma blu

## Formazione
- Gino Paoli – voce
- Maurizio Fiordiliso – chitarra elettrica
- Adriano Pennino – tastiera, pianoforte
- Dario Picone – tastiera
- Vito Mercurio – basso
- Michele Ascolese – chitarra elettrica
- Maurizio Pica – chitarra acustica
- Vittorio Riva – batteria
- Antonio Stotuti – tromba
- James Senese – sassofono tenore
- Robert Fix – sassofono soprano
- Marco Zurzolo – flauto